# 순창 강천사 오층석탑
순창 강천사 오층석탑(淳昌 剛泉寺 五層石塔)은 대한민국 전북특별자치도 순창군 팔덕면 청계리 강천사에 있는 고려시대의 오층석탑이다. 1979년 12월 27일 전북특별자치도의 유형문화재 제92호로 지정되었다.
강천사(剛泉寺) 다보탑(多寶塔)은 현재 강천사 대웅전 바로 앞 뜰에 위치해 있다. 고려 충숙왕 3년(1316년)에 덕현선사가 강천사를 중창할 때 세웠으나 한국 전쟁 때 강천사의 전체 건물이 소실되어 이 탑도 화를 입어 무너졌다.
그 후 1959년 당시의 주지(住指) 김장엽(金奬燁) 스님이 강천사를 다시 세울 때 탑도 다시 세웠다. 높이는 2.5m이고 5층탑으로 되어 있는데 현재 2, 3, 4층의 옥개석이 6·25 당시의 총탄에 의해 일부가 파손되었다.
그리고 주변에는 파손된 석등의 중대석과 보주가 일부 남아 있으며 당간지주 4기와 가공된 석재들이 몇 개 흩어져 있다.